# Фирулёвское болото
Фирулёвское болото — ландшафтный заказник, болото на территории Таборинского муниципального района Свердловской области, Россия.

## Географическое положение
Фирулёвское болото расположено на правом берегу реки Тавда, к юго-западу от деревни Фирули. Болото площадью 15 км².

## Государственный ландшафтный заказник
В заказнике охраняется сосново-сфагновое болото площадью 1 527,0 гектар.